# Rupt de Mad
Rupt de Mad (franskt uttal: [ʁypt də mad]) är en 54,6 kilometer lång flod i departementen Meuse och Meurthe-et-Moselle i nordöstra Frankrike. Dess källa är flera små bäckar som rinner upp vid Geville, 17 kilometer nordväst om Toul. Den flyter generellt nordost. Det är en vänster biflod till Mosel som den rinner in i vid Arnaville, 15 kilometer sydväst om Metz.